# Malomsori-árok
A Malomsori-árok a Mosoni-síkon, a Kisalföldön ered, Győr-Moson-Sopron vármegyében. A patak forrásától kezdve északkeleti irányban halad, majd Győr délkeleti határánál eléri a Pándzsa-patakot. A patakba a Kis-Pándzsa patak torkollik.

## Part menti település
- Győr